# Henri Ier de Louvain
Henri Ier de Louvain, tué à Louvain en août 1038, est comte de Louvain et de Bruxelles de 1015 à 1038. Il est fils de Lambert Ier, comte de Louvain et de Bruxelles, et de Gerberge de Lotharingie.
Mécontent de la défaite que le duc de Basse-Lotharingie Godefroy Ier a infligé à Florennes à son père et où ce dernier a été tué, Henri continue, avec son cousin Régnier V, la lutte contre Godefroy et les partisans de l'empereur Henri II. L'empereur, occupé par d'autres conflits, ne réagit pas, mais Gérard, évêque de Cambrai, désireux de pacifier la région, négocie la paix entre les belligérants.
À partir de cette paix, signée en 1018, Henri de Louvain est un fidèle du duc de Basse-Lotharingie et de l'empereur. En 1037, il aide le duc Gothelon Ier à repousser une attaque d'Eudes II, comte de Meaux et de Troyes. Il est assassiné en 1038 par un chevalier du nom d'Hermann qui était son prisonnier.

## Mariage et enfants
Une épouse, dont l'histoire n'a pas retenu le nom, donne naissance à Otton, dont on considère qu'il succède jusqu'en 1040. Son existence est contestée.
Une généalogie du XIXe siècle attribue aussi trois filles à Henri (Adélaïde, Cunégonde et Adèle), mais il semble que ce sont des filles d'un autre Henri, descendant des comtes de Louvain, qui vivait vers 1100.

## Source
- Alphonse Wauters, « Henri Ier », Académie royale de Belgique, Biographie nationale, vol. 9, Bruxelles, 1887 [détail des éditions], p. 97-99

- Notices dans des dictionnaires ou encyclopédies généralistes :   - Deutsche Biographie
  - Dictionnaire des Wallons
- Notices d'autorité :   - VIAF
  - GND